# Кална, Инга
Инга Кална (латыш. Inga Kalna; род. 1 мая 1972, Рига) — латвийская оперная певица (сопрано), которая приобрела особую популярность в репертуаре барокко-оперы.

## Образование и карьера
Училась в Музыкальной школе имени Эмиля Дарзиня, в 1994 году окончила музыкальный факультет Латвийской музыкальной академии имени Язепа Витола и в 1997 году — класс вокального искусства Людмилы Браунс. В 1995 году она дебютировала как солистка Латвийской национальной оперы в роли Памины в опере Моцарта «Волшебная флейта», а также в роли Джильды в «Риголетто», Мими в «Богеме», в роли Альчины в опере «Альчина», в роли Лучии в опере «Лючия ди Ламмермур» и завоевала премию Латвийского театра и Большую музыкальную награду Латвии.
В 1999 году она окончила Лондонскую королевскую музыкальную академию (Royal Academy of Music) и переехала в Гамбург, была солисткой Гамбургской государственной оперы (2001—2007).
Она также пела в Нидерландской опере в Амстердаме (De Nederlandse Opera), Фламандской опере в Антверпене (Vlaamse Opera), оперных театрах Тампере, Лозанны и Тулузы, а также в Большом театре в Москве. В 2006 году она дебютировала на Зальцбургском фестивале (Salzburger Festspiele) в роли Первой дамы в опере Моцарта «Волшебная флейта», год спустя — в Парижской национальной опере в роли Альчины, а в 2009 году в роли Альчины в Миланском оперном театре «Ла Скала».

## Семейная жизнь
Замужем за адвокатом Веро Косаном, есть дочь Лидия.

## Награды
- Большая музыкальная награда Латвии (1995, 1998, 2002, 2014, 2016)[4]
- Goldberg Operatic Prize (1997)
- Bruce Millar-Gulliver Memorial Trust Award" (1999)
- Dr.-Wilhelm-Oberdörffer-Preis (2001/2002)
- Орден Трёх звёзд III степени (2017)